# SLAY Radio
SLAY Radio es una estación de radio por Internet 24/7 dedicada a reproducir remezclas y melodías basadas en música de la computadora Commodore 64, así como del Amiga, populares en las décadas de 1980 y 1990.
El propietario de la estación, que la inauguró entre 1999 y 2000, es Kenneth Mutka, también conocido como Slaygon.
A finales de 2003, los shows en vivo comenzaron a transmitirse regularmente, ampliando la audiencia a personas que no tenían ninguna relación con el Commodore 64. SLAY Radio tiene una comunidad activa. Hay shows en vivo donde los DJ y los fanáticos se reúnen en un canal de Internet Relay Chat y Discord mientras están al aire en YouTube y Twitch.
SLAY Radio ha aparecido en numerosos artículos en periódicos como Mikrobitti, GT (revista sueca), Computer Total (revista alemana) y en Sveriges Radio.